# Wire (album)
Wire è il settimo album in studio del gruppo christian rock statunitense Third Day, pubblicato nel 2004.

## Tracce
1. 'Til the Day I Die – 3:25
2. Come on Back to Me – 3:52
3. Wire – 3:52
4. Rockstar – 3:11
5. I Believe – 3:01
6. It's a Shame – 3:56
7. Blind – 4:53
8. I Got a Feeling – 3:36
9. You Are Mine – 3:56
10. Innocent – 4:23
11. Billy Brown – 3:19
12. San Angelo – 5:16
13. I Will Hold My Head High – 4:02